# Cinara hylikos
Cinara hylikos är en insektsart. Cinara hylikos ingår i släktet Cinara och familjen långrörsbladlöss. Inga underarter finns listade i Catalogue of Life.